# Robert Morris (Künstler)

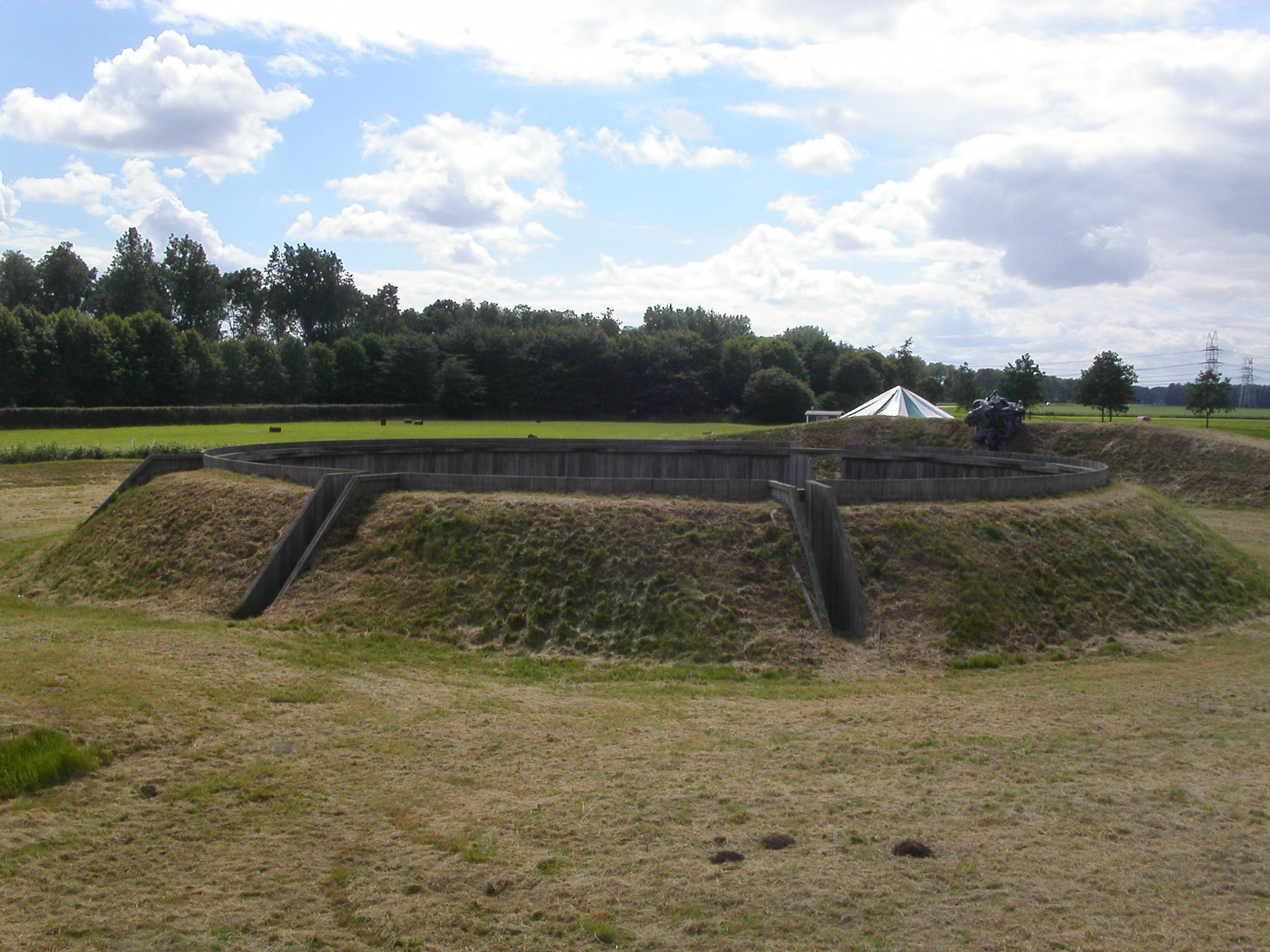
Das Observatorium von Robert Morris in Flevoland (NL)

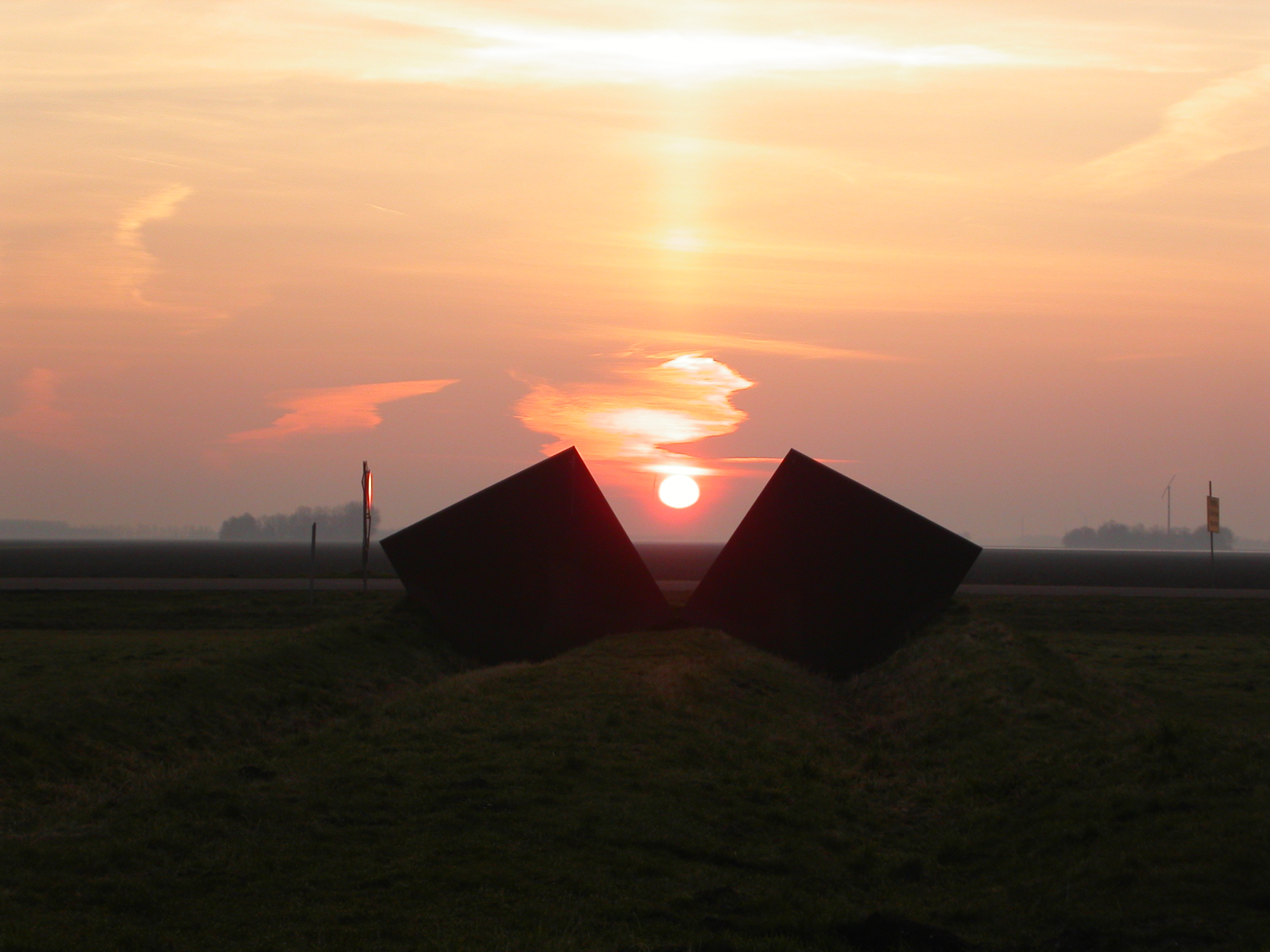
Sonnenaufgang im Observatorium, Frühjahr 2005

Robert Morris (* 9. Februar 1931 in Kansas City, Missouri; † 28. November 2018 in Kingston, New York, Vereinigte Staaten) war ein US-amerikanischer Bildhauer, Konzeptkünstler und Autor.
Morris gilt zusammen mit Donald Judd als einer der wichtigsten Vertreter des Minimalismus. Er lieferte wichtige Beiträge zur Entwicklung der Performance, der Land Art, der prozesshaften Kunst und der Installation.

## Leben

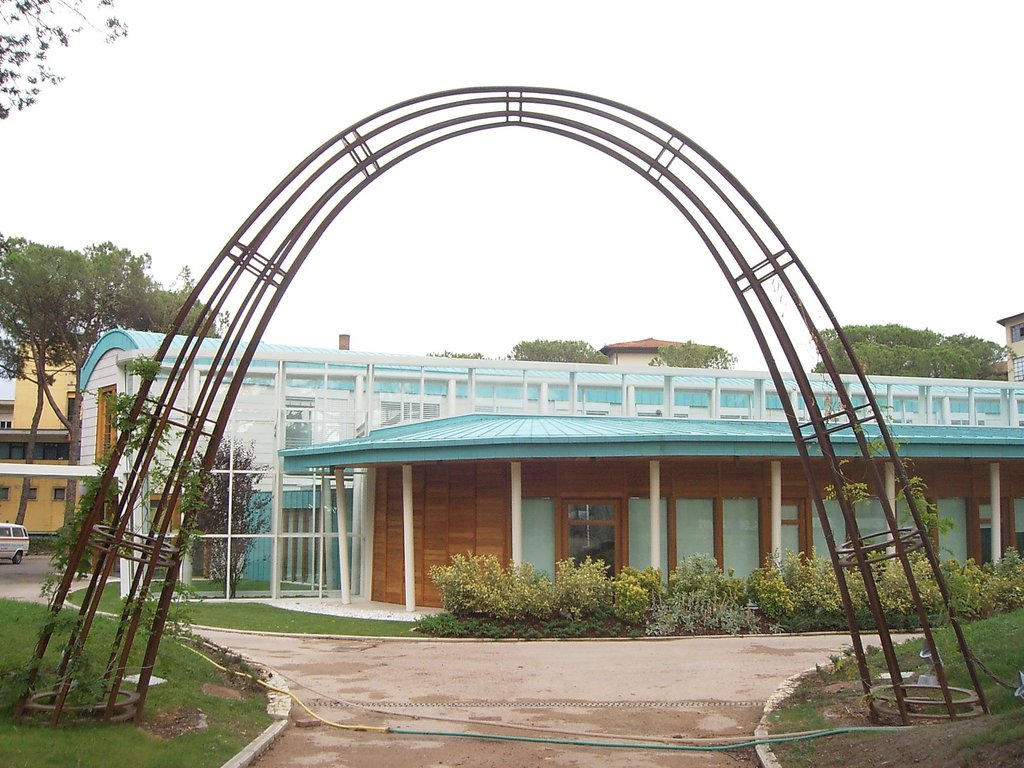
Eingang zum Krankenhaus in Pistoia, Italien (2005)

Morris studierte in den Jahren 1948 bis 1950 am „Kansas City Art Institute“ sowie an der „University of Kansas City“, 1950/51 an der „California School of Fine Arts“ in San Francisco und von 1953 bis 1955 am Reed College in Portland, Oregon. 1961 zog er nach New York City und erhielt 1963 seinen Master of Arts in Kunstgeschichte am dortigen Hunter College.
Morris’ Werke aus den Jahren 1955 bis 1959 waren zunächst stark vom Abstrakten Expressionismus, besonders von Jackson Pollock geprägt. Eine Fotografie von Hans Namuth, die Pollock bei der Arbeit zeigt, brachte ihn zu der Idee, dass Kunst die Aufzeichnung einer Aufführung des Künstlers im Studio ist; dies führte bei ihm zu einem Interesse an Tanz und Choreographie. Dazu gehörte z. B. auch eine Performance, bei der auf der Grundlage der Erforschung von Körpern im Raum eine senkrechte Säule nach ein paar Minuten auf der Bühne fällt. Morris verwendete dieselbe Idee in seinen ersten minimalistischen Skulpturen Two Columns (1961) und L Beams (1965). In den Jahren von 1963 bis 1970 komponierte und inszenierte er Tanzstücke und arbeitete an Film- und Theaterprojekten.

## Werke (Auswahl)
1963 arbeitete Morris mit dünnen Bleiplatten, die er mit Stempeln eindrückte, einschnitt, beschrieb und mit Papier, Holz und Metallteilen wie Schloss oder Schlüsselbund kombinierte. Drei seiner Bleibilder wurden dem Museum of Modern Art (MoMA) in New York City von Philip Johnson geschenkt.
Eines seiner bekanntesten Land-Art-Werke ist das „Observatorium“ mit einem Durchmesser von 91 Metern. Es befindet sich in der niederländischen Provinz Flevoland. Morris fertigte es aus Erde, Holz, Stahl und Granit. Er setzt dabei die Sonnenwende in einer archaischen, doppelringigen Anlage in Szene, die einem kühn rekonstruierten Stonehenge nachempfunden ist.

## Ausstellungen (Auswahl)
- 1968: documenta 4, Kassel
- 1971: Contemplative Gymnasium, Tate Gallery, London
- 1977: documenta 6, Kassel
- 1987: documenta 8, Kassel
- 1980: 39. Biennale Venedig, Venedig
- 1994: Solomon R. Guggenheim Museum, New York; Retrospektive
- 1995: Robert Morris – The Mind/Body Problem – Retrospektive, Deichtorhallen Hamburg
- 2005: Robert Morris. Blind Time Drawings 1973–2000, Centro per l’Arte Contemporanea Luigi Pecci, Prato, Italien